# Lőszer
A lőszer egy olyan speciális töltény, amely a lövedéket hajítótöltet révén juttatja a célba, a csöves tűzfegyverek pusztító/romboló hatást kifejtő alapeszköze. A lövés folyamatához szükséges eszköz- és anyagelemek egy egységének fogalmi gyűjtőneve. Mai hatályos jogi definíciója a következő: "olyan egybeszerelt töltény, amely lövedéket, lőport, továbbá gyúelegyet tartalmaz".
Angolszász terminológiában előfordul az „ejtett lőszer” (fall munition) kifejezés is, melyet a légibombákra alkalmaznak.

## Elemei

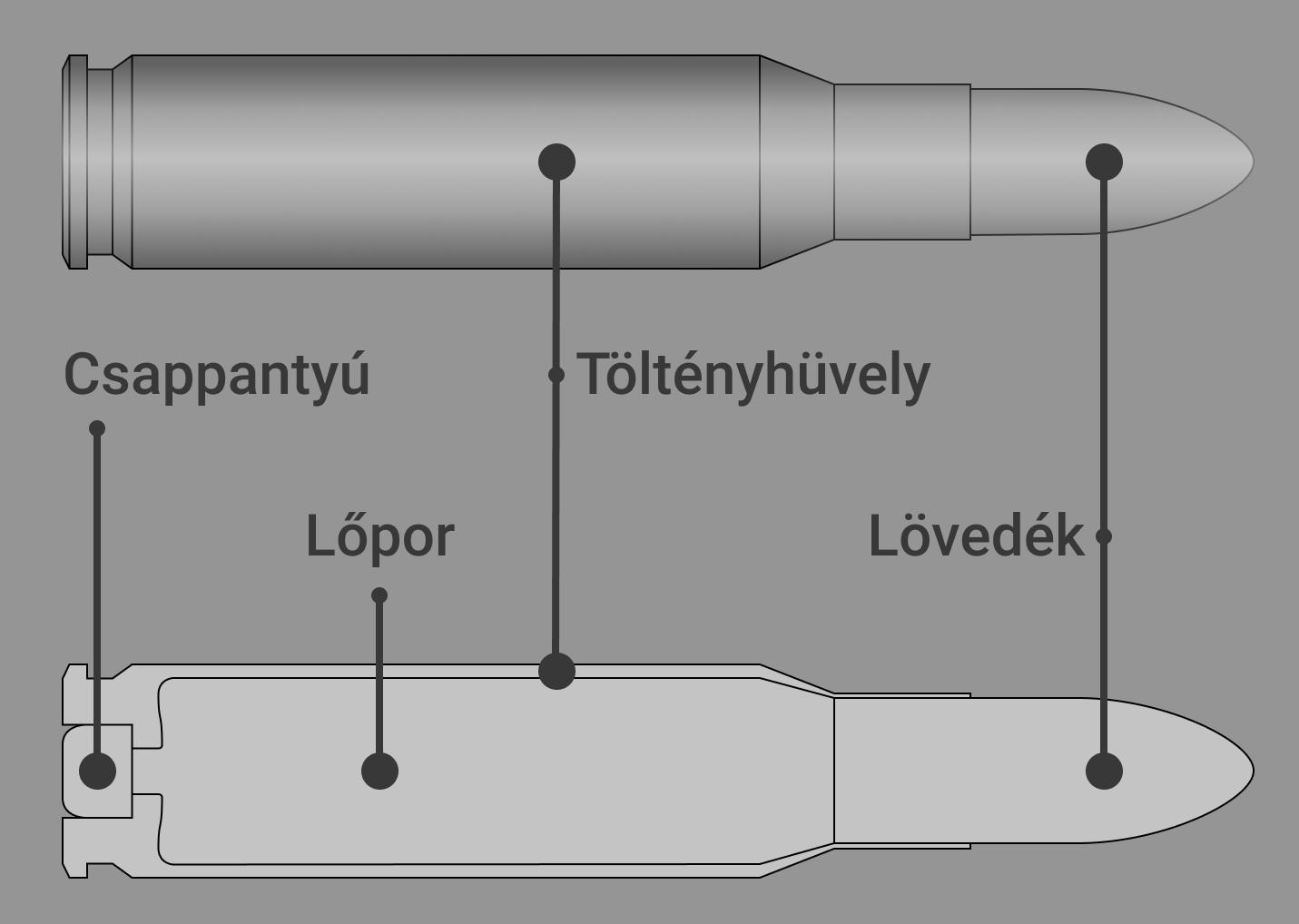
Az illusztráción egy élestöltény részei láthatók (csappantyú, töltényhüvely, lőpor, lövedék).

A fenti definíció szerint tehát a lőszer öt fő részből, elemből tevődik össze:
- töltényhüvelyből, ami magába foglalja a többi lőszer-elemet. Anyaga lehet réz, valamint lakkozott, vagy tombak, plattírozott acél, valamint műanyag (sörétes lőszerpatronok esetében) és papír. Lőporgyújtás szempontjából megkülönböztetünk központi és peremgyújtású töltényhüvelyeket.
- csappantyúból (tüzérségi lőszerben csappantyús csavarból), ami a lőpor begyújtásához szükséges gyújtóelegyet tartalmazza. A töltényhüvelybe általában rögzítőlakkal, vagy nagyobb például löveg-töltények esetében csavarmenettel rögzítik. Anyaga általában réz. Felépítése a központi gyújtású hüvelyek esetében Boxer-, ill. Berdan-rendszerű, valamint sörétes (másik nevén 209-es) csappantyú, a peremgyújtású hüvelyek esetében peremgyújtású csappantyú.
- lőporból, ami lehet füstös, ún. fekete lőpor, vagy gyérfüstű. Por alakban ritkán fordul elő, gyakorlatilag különböző geometriai formákra (négyzet-, ill. téglalap, henger, gömb stb.) préselt granulátum, ami sosem tölti ki a hüvelyben rendelkezésre álló térfogatot. Legfontosabb paraméterei: gyulladási hőmérséklet, égési hőmérséklet, égéshő, égési sebesség, a lőporszemcsék alakja és mérete (égési sebességet nagyban befolyásoló tényezők).
- lövedékből, ami lehet nem romboló hatású is, mint például a préselt gyakorlólövedék (fém- és műanyagporból), gumilövedék, valamint fényjelző, illetve füstgerjesztő lövedék.
- gyullasztóból, ami tüzérségi lőszer esetén a csappantyús csavarban található meg.

## Fajtái

### Egyesített lőszer

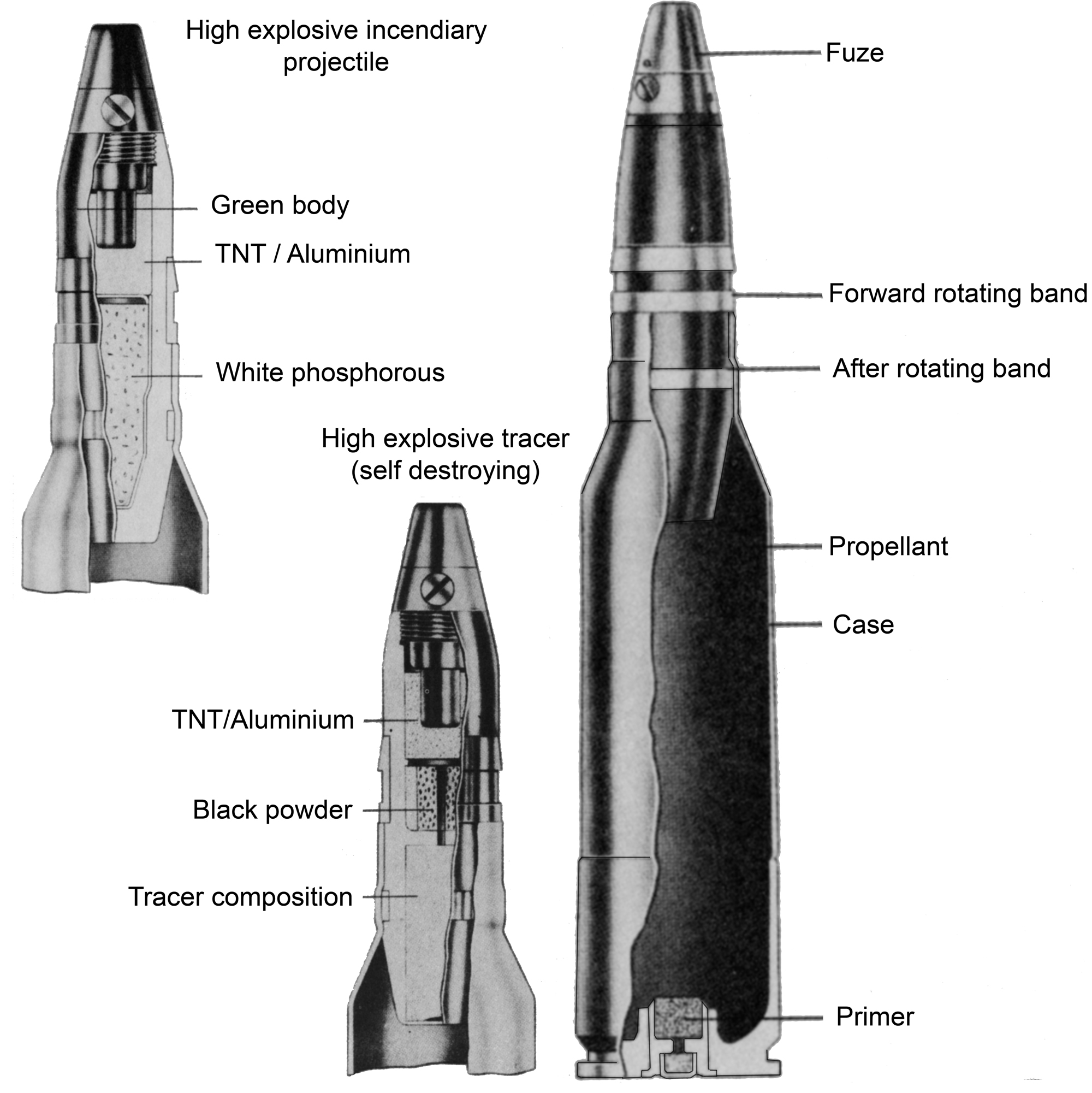
A japán 25x163 mm-es egyesített lőszer metszete

A lőszer fő elemei egy egységet képeznek. Előnye, hogy a lőszer egy egységként tölthető a csőfarba, ezáltal a fegyver tűzgyorsasága növelhető, valamint időjárás-érzéketlen. Hátránya, hogy a lőportöltet mennyisége nem változtatható, ezáltal a lövedék ballisztikai tulajdonságai sem, illetve a csőkopás arányaiban nagyobb, mint az osztott lőszer esetében. Főként lövészfegyverekben, repülőgép-fedélzeti fegyverekben, páncélromboló és légvédelmi ágyúkban alkalmazzák, valamint a legtöbb harckocsi- és több tüzérségi löveg is ilyen típusú lőszereket tüzel.

### Osztott lőszer
A lőszer fő elemeiből a lövedék külön egység. A különféle lőportöltetekkel, csappantyús csavarral, gyullasztóval szerelt hüvelytöltény a lövedékkel a töltőűrben válik egységgé. Főként a tüzérségi lövegeknél alkalmazzák. Előnye az eltérő lőtávolságok miatti optimális lőporfelhasználás, illetve a kisebb mértékű csőkopás. Hátránya a kisebb tűzütem, lövésszám, valamint élőmunkaigényes.

### Könyvek
- Hadtudományi lexikon I–II. Főszerk. Szabó József. Budapest: Magyar Hadtudományi Társaság. 1995. ISBN 963-04-5226-X
- Kiss Á. Péter: A gépkarabély és használata (Zrínyi Kiadó, 1998) ISBN 963-327-317-X
- Kovács Dénes: Vadásztöltény- és lőtechnikai ismeret (Dénes Natur Műhely, 2004) ISBN 963-9369-45-4
- Kovács Dénes: Vadászfegyverekről nem csak vadászoknak (Dénes Natur Műhely)